# 白雪姫の恋
「白雪姫の恋」（Snow Falls）は、アメリカのファンタジー・テレビドラマ『ワンス・アポン・ア・タイム』シリーズの第3話である。 物語は架空の海沿いの街、メイン州のストーリーブルックで繰り広げられる。住人たちは本当は色々なおとぎ話の登場人物であるが、強力な呪いにより"現実の世界"へと連れてこられたのである。第3話では白雪姫(ジニファー・グッドウィン)とチャーミング王子(ジョシュ・ダラス)の出会いについて焦点が当てられる。白雪姫がチャーミング王子の母の指輪を盗みそれを取り返すためチャーミング王子は白雪姫を捕まえるが円満な解決にいたる。白雪姫はストーリーブルックではメアリーマーガレットで、病院の昏睡状態の患者、ジョン・ドゥ(ジョッシュ・ダラス)におとぎ話を読み聞かせいるうちに徐々に気になっていく。ある夜、ジョン・ドゥは目を覚まし病院を抜け出す。メアリーは記憶を失っているジョンを見つけ、彼が結婚していることを知る。
脚本はリズ・ティゲラーで、監督は ディーン・ホワイトである。ホエール医師役のデイヴィッド・アンダースとキャスリン・ノーラン/アビゲイル姫役のアナスタシア・グリフィスが初登場となる。「白雪姫の恋」は「物語のはじまり」の前日譚となる。ジニファー・グッドウィンは撮影中に負傷し地元の緊急治療室で縫合処置を受けた。ジニファー・グッドウィンとジョッシュ・ダラスにとってはお気に入りの話になっている。
「白雪姫の恋」はアメリカでABCスタジオにより、2011年11月6日に放送された。1140万人が視聴した。同時間帯では２位となった。テレビ評論家からはよい反響を受け、徐々に良くなっていっていると評された。グッドウィンとダラスの化学反応が特に賞賛にあたいするとも評された。この話の小説が2013年に発売された。

## あらすじ

### オープニング映像
トロールが森から現れる。

### 過去の世界
魔法の森ではチャーミング王子(ジョシュ・ダラス)とそのフィアンセであるアビゲイル姫(アナスタシア・グリフィス)を乗せが馬車が障害物のため停止していた。チャーミング王子は何者かが意図的に木を倒し道を塞いだのだと気づく。馬車はフードを被った何者かに待ち伏せされており、結婚指輪が入っている貴重品袋が盗まれる。チャーミング王子は盗人を追いかけ馬から落とした。そしてその正体が女性の白雪姫(ジニファー・グッドウィン)であることを知る。なぜ盗んだのかという問いに対し答える間もなく白雪姫はチャーミング王子を石で殴り逃走する。それに対しチャーミング王子は絶対に見つけると叫ぶ。
数日後、チャーミング王子は白雪姫を網で捕らえる。白雪姫はしぶしぶ盗品をどこで売ったかを話す。道中チャーミング王子は白雪姫のかばんの中に白雪姫の手配書を見つける。白雪姫は悪い女王(ラナ・パリラ)が自分の人生をめちゃくちゃにしたのだという。チャーミング王子がそれが事実か確認すると、白雪姫はそれを認めた。川に到着すると、白雪姫は再び逃走を図るがすぐに悪い女王の手先に捕まってしまう。手先は心臓を取り出し悪い女王の元へ届ける指令を与えられていた。チャーミング王子は手先二人に剣で挑み二人を倒す。もう一人の手先が白雪姫をつれ逃げるがチャーミング王子が弓矢で仕留める。チャーミングが白雪姫を守ったことにより、白雪姫はチャーミング王子を信じ、指輪を売った場所に連れていく。
二人は白雪姫がチャーミング王子の指輪をトロールに売った荒れた橋に到着する。白雪姫はトロールに指輪を買い戻せないか尋ねるがトロールは怪しがり、さらに白雪姫の手配書を見つけ、戦いになる。白雪姫はフェアリーダストを使いトロールを虫に変えチャーミング王子を助ける。チャーミング王子は白雪姫が助けたことに驚くが、白雪姫は助けてもらったお礼だと言った。白雪姫は結婚指輪を１度指にはめてみた後、チャーミング王子に手渡し、二人は別れる。

### ストーリーブルック
ある夜、ホエール医師(デイヴィッド・アンダース)と出かけたメアリーマーガレットはなんとか会話しようとするが、ホエールはルビー(ミーガン・オリー)を見てばかりであった。ホエールから帰ろうと切り出す。メアリーが家に帰ろうと歩いているとエマ(ジェニファー・モリソン)が車の中で泊まる場所を探し新聞を読んでいるのを見つける。メアリーはエマに自分の部屋を提供する。数日後、メアリーはヘンリー(ジャレッド・S・ギルモア)が病院の飾り付けをしているときにジョン・ドゥを見ていることに気づく。ヘンリーはジョン・ドゥがチャーミング王子でメアリーが白雪姫であると信じている。ヘンリーはメアリーにおとぎ話を読み聞かせてあげれば目を覚ますとそうするように頼む。エマはそれに従えばおとぎ話が本当ではないと証明できるからやってくれるようメアリーにいう。
病院でメアリーが読み聞かせを行うとジョン・ドゥがメアリーの手を握りメアリーは驚く。ホエール医師に起きるかもしれないと伝えるが、ホエール医師は信じなかった。メアリーがさるとホエール医師はジョン・ドゥに少しでも変化が見られれば伝えるよう言われていたのでレジーナに電話しメアリーに嘘をついたと伝える。次の日、エマ、ヘンリー、メアリーは病院に立ち寄ったが、患者はいなくなっていた。レジーナとグラハム保安官(ジェイミー・ドーナン)が現れる。レジーナがジョン・ドゥの緊急連絡先になっていたからである。レジーナは道端で自分が誰なのか記憶のないジョン・ドゥを見つけたのだという。レジーナがヘンリーを連れて帰るとエマ、メアリー、グラハムは何が起こったのか調べようと保安室に向かう。管理人のリロイ(リー・アレンバーグ)と仕事中に寝ていたウォルター（実際にはスリーピーなので）に出会う。エマたちはジョン・ドゥが森の方へ出て行ったことを知る。
エマ、メアリー、グレアムがジョン・ドゥを探し森を歩いていると、ヘンリーに遭遇する。ヘンリーはジョン・ドゥがメアリーを探しているのだという。一向はすぐに橋のそばでジョン・ドゥを発見する。ジョン・ドゥはおとぎ話のフラッシュバックを見ていて倒れていたがメアリーがそれを起こす。ジョン・ドゥを病院へ連れ戻すと、レジーナがキャスリンという名前のジョン・ドゥの妻であるという女性を連れて現れる。患者の名前はデイビッド・ノーランであるということがわかる。デイビッドに惹かれつつあったメアリーは困惑する。エマはレジーナのノーランの妻を見つける力に疑いの目を向け、なぜ今まで探そうとしなかったのかと尋ねる。レジーナは防犯カメラの映像をみると、デイビッドがキャスリンの名前を寝言で呼んでいたと主張するがエマはまだレジーナが嘘をついていると思っている。後日、エマはメアリーの提案を受け入れメアリーの部屋に滞在することにする。

## 製作

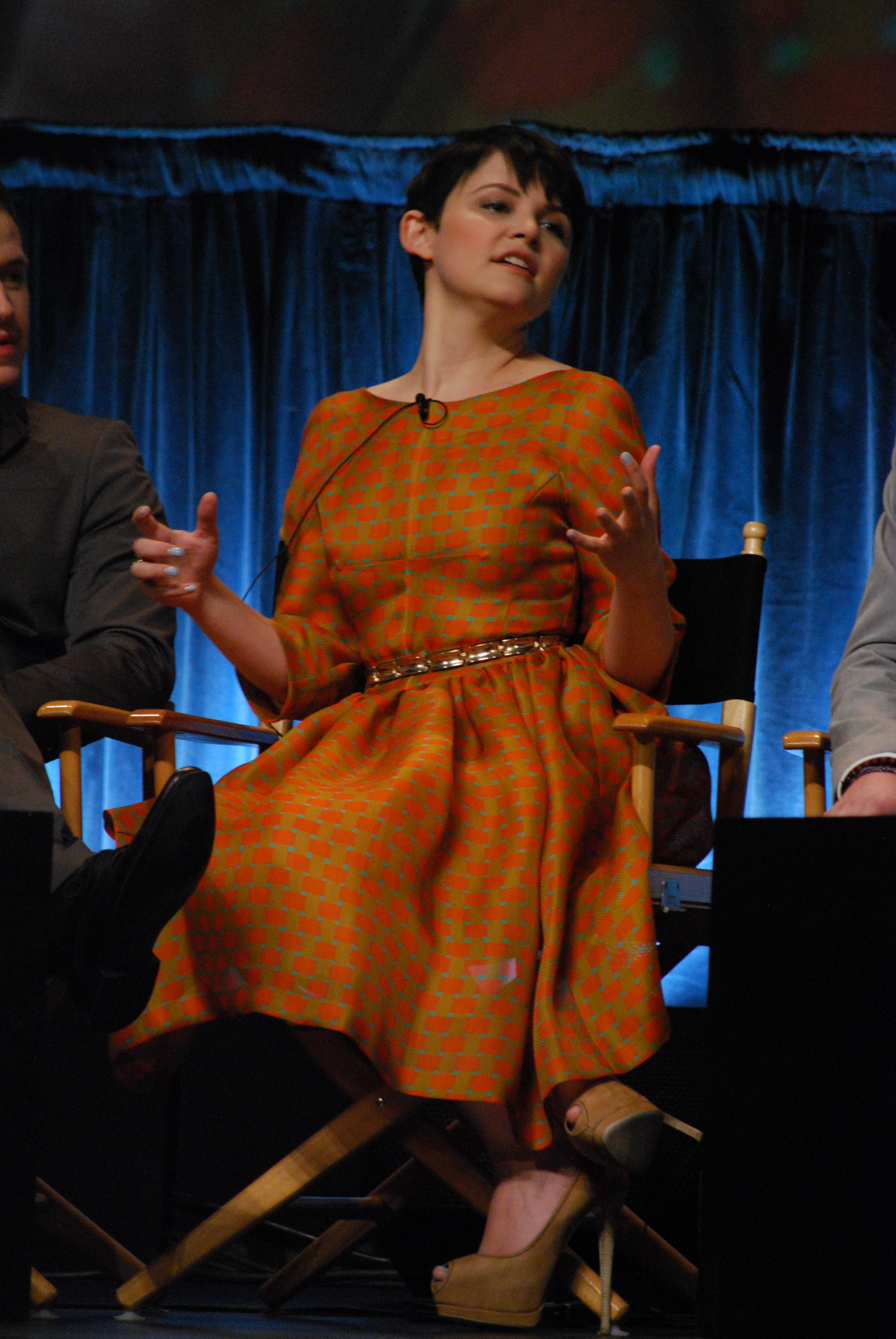
この話の収録中にジニファー・グッドウィンは馬の事故で手と顔に傷を負った。

「白雪姫の恋」は脚本がリズ・ティゲラーで、監督は ディーン・ホワイトである。アビゲイル姫/キャスリン・ノーラン役のアナスタシア・グリフィスが初登場する。2011年8月初頭にキャスティングが報じられた。ホエール医師役のデイヴィッド・アンダースも同様に初登場となる。
この話は１話の前日譚となる出来事が描かれている。2011年10月、ジニファー・グッドウィンは記者に対し、白雪姫とチャーミング王子の関係の始まりを描くのはとても興奮した。なぜなら、始まりは恨みであり、恋に落ちるところからはかけ離れたものであるから。この話を作るのはとても挑戦的で面白かった。と語った。
白雪姫が悪い女王の手先に捕まるシーンで、グッドウィンに馬がぶつかり、グッドウィンは飛ばされ手と顔に傷を負ったという旨をtwitterにて呟いた。グッドウィンは病院にて縫合処置を受けた。グッドウィンとジョッシュ・ダラスにとってその時点では一番お気に入りのエピソードとなった。他のツイートでグッドウィンはジェニファー・モリソンが心肺蘇生法を教えてくれたとコメントした。このエピソードは小説版にも収録されている。

## 反響・評価

### 反響
「白雪姫の恋」はアメリカにて2011年11月6日に放送され高評価を得た。1140万人が視聴した。18-49歳層の評価は3.7ポイントで、全視聴者の評価は6.6であった。同時間帯では２位になった。カナダでは173万人が視聴し、前話の144万人から上昇した。１週間で16位となった。

### 評価
アンドレア・ライハーはこのエピソードは１番で、「このようによいものを続けるならば、このシリーズは長く続けるべきだ」といった。ライハーはグッドウィンのすばらしい、魅力的な演技とストーリーブルックと魔法の森の並行性に言及した。クリスティーン・オーランドはこのエピソードを見ている時椅子の端まで乗り出すほど楽しめたと述べた。オーランドはさらに「白雪姫は２週間前までほとんど興味のないキャラクターだった。しかし、彼女の話の虜になってしまいもっと知りたくなってしまった。」とも言った。
エイミー・ラトクリフは10点中8点の評価をつけた。オーランドと同様ラトクリフは、「グッドウィンとダラスは息がぴったりである」と感じた一方で２つの世界を行ったり来たりする方法でどう続けるのかに懸念を抱いた。